# Суперкубок Італії з футболу 2020
Суперкубок Італії з футболу 2020 (спонсорська назва PS5 Supercup) — 33-й розіграш турніру. Матч відбувся 20 січня 2021 року між чемпіоном Італії «Ювентусом» та володарем кубка Італії «Наполі», закінчившись перемогою «Ювентуса» з рахунком 2:0. Туринський клуб завдяки голам Кріштіану Роналду та Альваро Морати та виграв свій дев'ятий титул Суперкубка Італії.

## Передісторія
«Ювентус» вдев'яте поспіль брав участь у Суперкубку Італії, а загалом 16 раз в історії, маючи до цього 8 перемог і 7 поразок. «Наполі» взяв участь у змаганні вчетверте, до того один раз у ролі чемпіонів Серії А (1990) та двічі як володар Кубку Італії (2012, 2014). «Наполі» виграв два із попередніх трьох видань, в яких грав, при цьому в усіх чотирьох випадках «Ювентус» був суперником неаолітанців.
У першому матчі, проведеному в 1990 році, «Наполі» здобув переконливу перемогу над туринцями на «Сан-Паоло» з рахунком 5:1. Другий матч у Суперкубку між двома командами чекали 22 роки, коли в 2012 році в Пекіні «Ювентус» переміг з рахунком 4:2, оскільки основний час завершився внічию 2:2. Третій матч відбувся через два роки, 2014 року, який пройшов у Досі. Цього разу також була зафіксована нічия 2:2 в основний час, але цього разу «Наполі» обіграв «Ювентус» у серії пенальті з рахунком 6:5 і здобув свій другий титул Суперкубка Італії.

### Учасники
| Клуб      | Участей              | Роки (жирним виділено перемоги)                                                               |
| --------- | -------------------- | --------------------------------------------------------------------------------------------- |
| «Ювентус» | Чемпіон Італії       | 15 (1990, 1995, 1997, 1998, 2002, 2003, 2005, 2012, 2013, 2014, 2015, 2016, 2017, 2018, 2019) |
| «Наполі»  | Володар Кубка Італії | 3 (1990, 2012, 2014)                                                                          |

## Матч

### Перебіг матчу
Матч розпочався спокійно, без особливої небезпеки протягом майже всього першого тайму. Футболісти «Наполі» мали найкращий шанси забити гол у першому таймі на 29-й хвилині, коли Ірвінг Лосано добре пробив головою після навісу з лівого боку, але його удар із фантастичним сейвом відбив Войцех Щенсний. З іншого боку, Кріштіану Роналду мав найкращі шанси для «Ювентуса» в першому таймі, але його дальний постріл пройшов трохи вище воріт.
У другому таймі «Ювентус» вийшов набагато більш агресивним, і вони отримав першу хорошу можливість забити гол на самому початку другого тайму, коли Федеріко Бернардескі, який тільки вийшов на заміну замість Федеріко К'єзи завдав хорошо удару, але Давід Оспіна зупинив м'яч на лінії воріт, а технологія визначення голу показала, що м'яч повністю не перетнув лінію. Ініціатива «б'янконері» окупилася на 64-й хвилині, коли після подачі кутового в штрафний майданчику «Наполі» мяч від Тьємуе Бакайоко відскочив в сторону воріт і Кріштіану Роналду в один дотик переправив його в ворота, зробивши рахунок 1:0. «Наполі» отримав найкращий шанс зрівняти рахунок на 80-й хвилині: Дріс Мертенс, який увійшов з лави запасних, у штрафному майданчику вискочив з-за спини у Вестона Маккенні, який саме вибивав м'яч, через що американець вдарив замість м'яча бельгійського нападника і після перевірки з VAR головний арбітр Паоло Валері призначив пенальті. Пенальті взявся пробивати Лоренцо Інсіньє, але його удар пройшов повз стійку воріт «Ювентуса» і рахунок залишився незмінним. На четвертій хвилині додаткового часу «Наполі» мав ще один хороший шанс зрівняти рахунок, але удар Лосано, який ускладнився рикошетом, як і в першому таймі, зумів відбити Щенсний. А на останніх секундах матчу «Ювентус» використав контратаку і після Хуана Куадрадо на пусті ворота Альваро Мората забив другий гол у матчі, після якого відразу був даний фінальний свисток.
Після матчу стало відомо, що для нападника «Ювентуса» Кріштіану Роналду, який у Суперкубку відзначився переможним голом, став 760 за клуб і збірну в офіційних матчах, завдяки чому він обійшов чехословака Йозефа Біцана і став абсолютним рекордсменом по голах в офіційних матчах. Втім Федерація футболу Чехії оскаржила рекорд Роналду, заявивши, що у Біцана не 759 м'ячів, а 821.

### Деталі
| 20 січня 2021 22:00 (EEST) |

| «Ювентус»                 | 2:0      | «Наполі» |
| ------------------------- | -------- | -------- |
| Роналду 64' Мората 90'+5' | Протокол |          |

| Стадіо Мапеі - Чітта дель Тріколоре, Реджо-нель-Емілія Глядачів: 0 Арбітр: Паоло Валері |

| Ювентус | Наполі |

|                  |    |                      |     |     |
|                  |    |                      |     |     |
| В                | 1  | Войцех Щенсний       |     |     |
| З                | 16 | Хуан Куадрадо        |     |     |
| З                | 3  | Джорджо К'єлліні (к) |     |     |
| З                | 19 | Леонардо Бонуччі     |     |     |
| З                | 13 | Даніло               |     |     |
| ПЗ               | 30 | Родріго Бентанкур    |     | 83' |
| ПЗ               | 14 | Вестон Маккенні      |     |     |
| ПЗ               | 5  | Артур                |     |     |
| Н                | 22 | Федеріко К'єза       |     | 46' |
| Н                | 44 | Деян Калусевскі      |     | 83' |
| Н                | 7  | Кріштіану Роналду    | 74' |     |
| Запасні:         |    |                      |     |     |
| В                | 31 | Карло Пінсольйо      |     |     |
| В                | 77 | Джанлуїджі Буффон    |     |     |
| З                | 36 | Алессандро Ді Пардо  |     | 65' |
| З                | 37 | Раду Дрегушін        |     |     |
| З                | 38 | Джанлука Фработта    |     |     |
| ПЗ               | 8  | Аарон Ремзі          |     |     |
| ПЗ               | 25 | Адріан Рабйо         |     | 83' |
| ПЗ               | 33 | Федеріко Бернардескі |     | 46' |
| ПЗ               | 41 | Ніколо Фаджіолі      |     |     |
| ПЗ               | 35 | Філіппо Раноккія     |     |     |
| Н                | 9  | Альваро Мората       |     | 83' |
| Головний тренер: |    |                      |     |     |
| Андреа Пірло     |    |                      |     |     |

|                  |    |                             |     |     |
|                  |    |                             |     |     |
| В                | 25 | Давід Оспіна                |     |     |
| З                | 22 | Джованні Ді Лоренцо         |     |     |
| З                | 44 | Костас Манолас              |     |     |
| З                | 26 | Каліду Кулібалі             |     |     |
| З                | 6  | Маріу Руй                   |     | 84' |
| ПЗ               | 5  | Тьємуе Бакайоко             |     | 67' |
| ПЗ               | 4  | Дієго Демме                 |     | 84' |
| ПЗ               | 20 | Пйотр Зелінський            | 89' |     |
| Н                | 11 | Ірвінг Лосано               |     |     |
| Н                | 37 | Андреа Петанья              |     | 72' |
| Н                | 24 | Лоренцо Інсіньє (к)         |     |     |
| Запасні:         |    |                             |     |     |
| В                | 1  | Алекс Мерет                 |     |     |
| В                | 16 | Нікіта Контіні-Барановський |     |     |
| З                | 19 | Никола Максимович           |     |     |
| З                | 23 | Ельсеїд Хюсай               |     |     |
| З                | 31 | Фаузі Гулям                 |     |     |
| З                | 33 | Амір Ррахмані               |     |     |
| ПЗ               | 7  | Еліф Елмас                  |     | 67' |
| ПЗ               | 68 | Станіслав Лоботка           |     |     |
| Н                | 14 | Дріс Мертенс                |     | 72' |
| Н                | 18 | Фернандо Льоренте           |     | 84' |
| Н                | 21 | Маттео Політано             |     | 84' |
| Н                | 58 | Антоніо Чіоффі              |     |     |
| Головний тренер: |    |                             |     |     |
| Дженнаро Гаттузо |    |                             |     |     |

| Гравець матчу: Кріштіану Роналду («Ювентус») Асистенти арбітра: Даніеле Біндоні Стефано Дель Джоване Четвертий арбітр: Мауріціо Маріані Відеоасистент арбітра: Марко Ді Белло Помічник асистента арбітра: Джакомо Паганессі | Правила матчу - 90 хвилин - За потреби 30 хвилин додаткового часу - Якщо результат залишається нічийним, то призначаються післяматчеві пенальті - Допускається максимум дванадцять футболістів у списку на заміну, п'ять з яких можуть бути використані. |

## Переможець
| Володар Суперкубка Італії 2020 |
| ------------------------------ |
|                                |
| Ювентус Дев'ятий титул         |
|                                |